# I Korpus Kawalerii (Cesarstwo Niemieckie)
I Korpus Kawalerii  (niem. Höheres Kavallerie-Kommando Nr. 2)  – wyższy związek taktyczny Armii Cesarstwa Niemieckiego. 
W sierpniu 1914 rozwinięto w Niemczech do etatów wojennych związki operacyjne (armie). W skład 3 Armii wszedł między innymi I Korpus Kawalerii. W I wojnie światowej korpus walczył na froncie zachodnim.

## Struktura organizacyjna
Skład od 2 VIII 1914 do 20 IX 1915:
- dowództwo korpusu[b]
- Gwardyjska Dywizja Kawalerii
- 5 Dywizja Kawalerii
- 11 batalion strzelców
- 12 batalion strzelców
- 13 batalion strzelców